# Almadina
Almadina là một đô thị thuộc bang Bahia, Brasil. Đô thị này có diện tích 246,89 km², dân số năm 2007 là 6604 người, mật độ 26,75 người/km².